# Interès
L'interès o interés és la quantitat econòmica percebuda/pagada per una inversió/préstec d'un capital en una unitat de temps. El tipus d'interès és el percentatge del guany percebut per aquest capital expressat en termes temporals, com per exemple, un 3% mensual, o un 3% anual, que determina el que es coneix com el preu del diner en el mercat financer.

## Tipus d'interès
En termes generals, el tipus d'interès representa la relació entre el risc i el possible guany (oportunitat) de la utilització d'una suma de diners en una situació i temps determinat. En aquest sentit, el tipus d'interès és el preu del diner que cal pagar o cobrar per manllevar-lo cedir-lo en préstec en un moment determinat. Per exemple, si els tipus d'interès fossin els mateixos tant per dipòsits en bancs/caixes com per l'adquisició de bons de l'estat, com en inversions de capital en qualsevol empresa, ningú invertiria en accions o col·locaria els seus diners en dipòsits bancaris. Tant les empreses privades com els bancs poden fer fallida, en canvi un Estat molt rarament. Per altra banda, el risc de la inversió en una empresa determinada és més alt que el risc d'un dipòsit bancari (actualment, i a causa de la crisi financera global, la majoria dels Estats garanteixen els retorns dels dipòsits bancaris, fins a una quantitat força elevada). És per això que el tipus d'interès serà menor per als bons de l'Estat que per als dipòsits a llarg termini en un banc privat, i a la vegada serà menor que els possibles interessos guanyats en una inversió empresarial.
D'aquesta manera, des del punt de vista de l'Estat, un tipus d'interès alt estimula l'estalvi, i un tipus d'interès baix estimula el consum i la inversió. Això permet la intervenció estatal a fi de fomentar, o bé l'estalvi, o bé l'expansió, segons els objectius macroeconòmics generals.
Vist això, els tipus d'interès "reals" (al públic) es fixen amb relació a tres factors:
1. El tipus d'interès que fixa el banc central de cada país (el BCE, en el cas dels països de la Unió Europea que han subscrit el Tractat per a la unificació monetària) per als préstecs als bancs. Aquest tipus forma part de la política macroeconòmica de cada país o dels països integrants de la zona euro, en el cas d'Espanya, i es fixa per tal de promoure el creixement econòmic i l'estabilitat financera. Actualment, a causa de la rellevància del volum dels préstecs entre els mateixos bancs de la zona euro, s'utilitza com a índex de referència del tipus d'interès per als préstecs/dipòsits bancaris, l'Euribor, que és el que s'apliquen els mateixos bancs entre ells.
2. La situació en els mercats d'accions d'un país determinat. Si els preus de les accions pugen, la demanda de diner (per tal de comprar accions) augmenta, i, com a conseqüència, també el tipus d'interès.
3. La relació a la "inversió similar" que el banc hauria realitzat en l'Estat, en el cas que no hagués prestat aquest diner a un privat.

Així, el concepte de tipus d'interès, admet nombroses definicions, les quals varien segons el context en el qual és utilitzat. També, en la pràctica, s'observen múltiples aplicacions del concepte, pel que resulta difícil determinar una accepció única del tipus d'interès, que sigui rellevant per a totes les transaccions econòmiques. Així, s'utilitza:
- Tipus d'interès actiu: És el percentatge que les institucions bancàries, d'acord amb les condicions de mercat i a les disposicions del Banc Central, cobren pels diferents tipus de servei de crèdit als usuaris d'aquests. Són actives perquè són recursos a favor de la banca.
- Tipus d'interès passiu: És el percentatge que paga una institució bancària a qui diposita diners mitjançant qualsevol dels instruments que a tal efecte existeixen.
- Tipus d'interès preferencial: És un percentatge inferior al “normal” o general (que pot ser inferior a l'establert d'acord amb les polítiques del govern), que es cobra als préstecs destinats a activitats específiques que es desitgen promoure, ja sigui pel Govern o una institució financera, per exemple: crèdit regional selectiu, crèdit a petits comerciants, crèdit a nous clients, crèdit a membres d'alguna societat o associació, etc.
- Tipus d'interès real: És el percentatge resultant de deduir al tipus d'interès general vigent l'índex d'inflació.
- Tipus d'interès extern: Preu que es paga per l'ús de capital extern. S'expressa en percentatge anual, i és establert pels països o institucions que atorguen els recursos monetaris i financers.